# Eustomias minimus
Eustomias minimus är en fiskart som beskrevs av Clarke, 1999. Eustomias minimus ingår i släktet Eustomias och familjen Stomiidae. Inga underarter finns listade i Catalogue of Life.